# Balanced Office Building

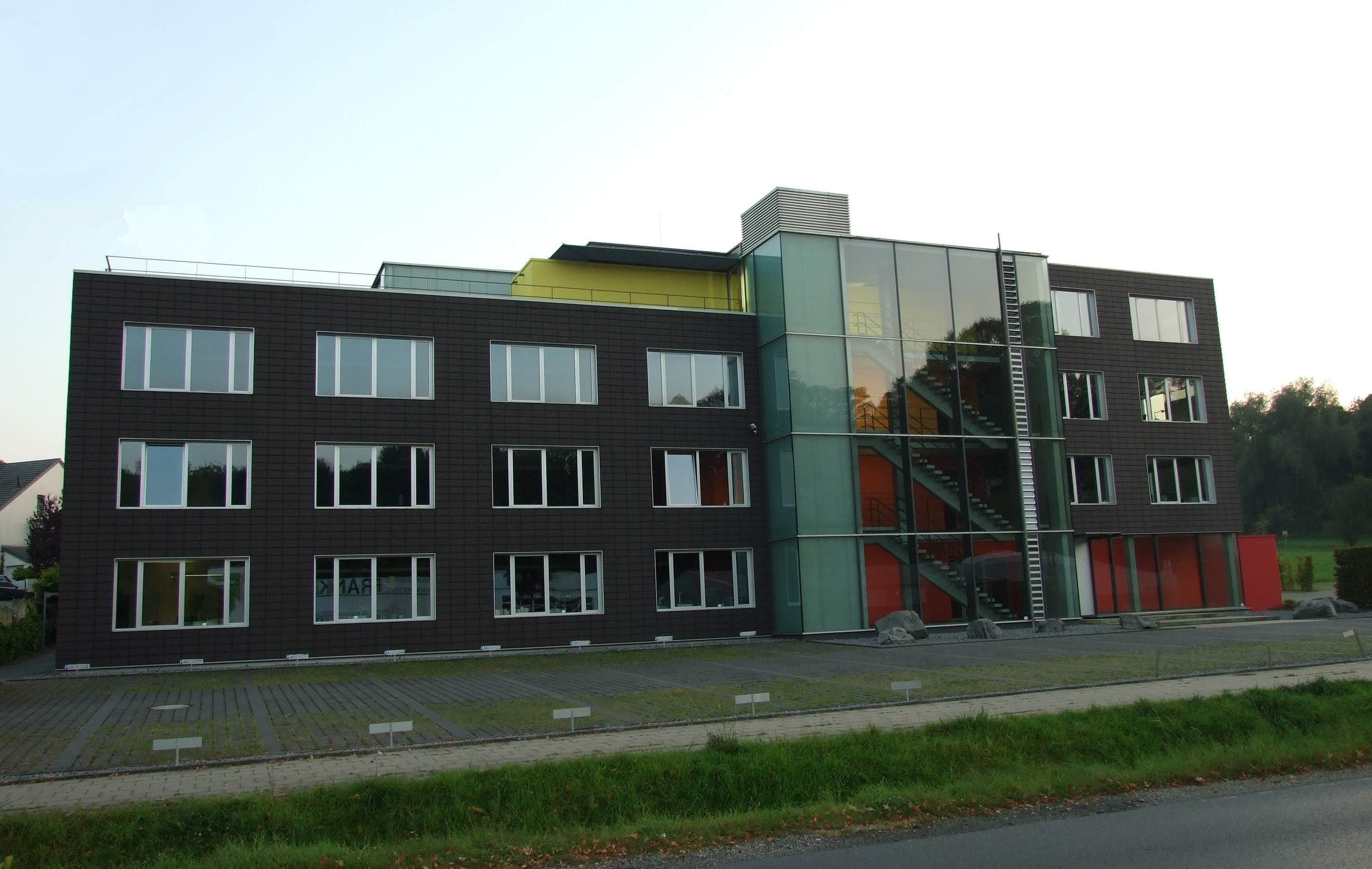
Das Balanced Office Building

Das Balanced Office Building (BOB) ist ein Bürogebäude in Aachen, das auf Energieeffizienz und Nachhaltigkeit optimiert wurde.
Das Gebäude wurde 2002 im Ortsteil Laurensberg in der Solarsiedlung Aachen errichtet und wird seitdem im Rahmen des Solarbau-Programmes des Bundeswirtschaftsministeriums intensiv vermessen und gefördert.
Der Entwurf stammt vom Architekturbüro Hahn Helten, das Energie- und Nachhaltigkeitskonzept wurde von der VIKA Ingenieurgesellschaft entwickelt, die Tragwerksplanung übernahm die Ingenieurgesellschaft Burkhard Walter. Alle drei sind gleichzeitig die Bauherren.
Das Balanced Office Building in Aachen ist Prototyp für eine Bürogebäude-Serie geworden, die 2013 gestartet wurde.

## Technik
Das Balanced Office Building setzt ausschließlich auf oberflächennahe Beheizung und Kühlung per Geothermie. Mittels Betonkernaktivierung werden die kleinen Vorlauftemperaturen im Gebäude verteilt. Dies führt gleichzeitig zu hoher Effizienz und einer angenehmen Behaglichkeit. Insbesondere die Strahlungskälte gilt als behaglicher als eine entsprechende Lüftungstechnik. Der hygienische Luftwechsel wird mittels einer mechanischen Lüftungsanlage in das Gebäude gefördert und sorgt bei immer gleichmäßiger Frischluftqualität gleichzeitig für Energieeffizienz durch die Wärmerückgewinnung im Winter und die Kälterückgewinnung im Sommer.
Eine LON-basierte Gebäudeleittechnik steuert und regelt das Gebäudekonzept, wie zum Beispiel die tageslichtabhängige Beleuchtungssteuerung. Durch ein Intranet werden die Gebäudefunktionen und die Energieeffizienz überwacht. Jährlich werden ca. 1,7 Mio. Messdaten aufgezeichnet.
Der Regelalgorithmus wurde anhand der Messwerte weiter optimiert. Mittlerweile wird die Betonkernaktivierung nur noch mittels Temperaturbalance und nicht mehr per Raumlufttemperatur geregelt. Ist die Decke mit der Umgebung im Gleichgewicht, bleibt das System stehen und verbraucht keine Energie. Wird Wärme abgegeben, wird geheizt, wird Wärme aufgenommen, wird gekühlt.

## Bautechnik
Für die Gebäudehülle wurde eine Dreifachverglasung mit einem sehr geringen Energiedurchlassgrad gewählt. Eine innenliegende Jalousie mit Tageslichtlenkfunktion sorgt dafür, dass der für Bildschirmarbeitsplätze notwendige Blendschutz preiswert mit der Funktion der Lichtlenkung an die Decke kombiniert wird. Dadurch kann auch im Sommer der Raum mit Tageslicht belichtet werden, während die Jalousie heruntergefahren wird.
Das Büro ist als Kombibüro gestaltet, so dass Einzel-, Doppel- und Großraumbüro beliebig kombinierbar sind. Der Innenraum ist als frei gestaltbarer Loft konzipiert. Die Innenwände enthalten zum Beispiel keine Technik.

## Energieeffizienz
Das Bundeswirtschaftsministerium hat das Projekt Solarbau (heute EnOB) aufgelegt und 25 Bürogebäude intensiv vermessen. BOB hat hier folgende Kennwert für die Primärenergie erreicht (Primärenergiefaktor 1,8 – Stand 2016):
- Heizenergie = 15 kWh/m²a
- Kühlung = 3 kWh/m²a
- Lüftung = 12 kWh/m²a
- Beleuchtung = 18 kWh/m²a
- Warmwasser = 0,6 kWh/m²a
- Summe = 48,6 kWh/m²a

Dies bedeutet für die Endenergie (=Energiekosten) 27 kWh/m²a.

## Geschichte
Im Jahr 2002 erhielt das Projekt eine Monitoring-Förderung durch das Bundesministerium für Wirtschaft und Technologie; im selben Jahr wurde das Gebäude bezogen. Bereits 2003 wurde es mit dem Architekturpreis des BDA Aachen ausgezeichnet. Im Jahr 2005 wurde der fünfte und vorläufig letzte optimierte Regelalgorithmus zur Gebäudesteuerung implementiert. 2006 konnte BOB im Rahmen des SolarBau-Förderprogramms mit den niedrigsten Energiekosten unter den beteiligten Projekten überzeugen. Ein Jahr später erschien ein Beitrag in der BINE Informationsreihe über das Projekt. Im Jahr 2010 gewann BOB den ersten Preis im Wettbewerb zum „Internationalen Innovationspreis Energiespeicher Beton“, ausgelobt von der Beton Handels- und Werbegesellschaft m.b.H. in Wien, Österreich. 2013 wurde die BOB efficiency design AG gegründet, um das Konzept weiter zu verbreiten. 2015 zeichnete die KlimaExpo.NRW das Projekt als Vorreiter für den Klimaschutz aus.